# Diváky
Diváky é uma comuna checa localizada na região de Morávia do Sul, distrito de Břeclav‎.